# Longrita arcoona
Longrita arcoona is een spinnensoort uit de familie Trochanteriidae. De soort komt voor in Zuid-Australië.